# Bally
För andra betydelser, se Bally (olika betydelser).
Bally (bengali বালী) är en stad i Indien och är belägen i distriktet Haora i delstaten Västbengalen. Staden, Bally Municipality, ingår i Calcuttas storstadsområde och hade cirka 300 000 invånare vid folkräkningen 2011.
Det finns ytterligare en ort i omedelbar närhet av denna stad som även den heter Bally. Denna ort är en så kallad Census Town, d.v.s. mer ett folkräkningsområde än en stad, dock fortfarande av urban karaktär. Den hade 113 377 invånare 2011.